# Barbezieux-Saint-Hilaire
Pour les articles homonymes, voir Barbezieux (homonymie) et Saint-Hilaire.
Barbezieux-Saint-Hilaire est une commune du Sud-Ouest de la France, située dans le département de la Charente (région Nouvelle-Aquitaine).
Elle résulte de l'association, en 1973, de la commune de Barbezieux et de celle de Saint-Hilaire.
Ses habitants s'appellent les Barbeziliens et les Barbeziliennes.
Quatrième aire urbaine de la Charente, Barbezieux-Saint-Hilaire est un petit centre urbain qui exerce son influence essentiellement sur la partie sud-ouest de ce département.
La commune fait partie du réseau national Village étape depuis 2015.

## Géographie

### Localisation et accès
Barbezieux-Saint-Hilaire est située à 31 km au sud-ouest d'Angoulême.
Ville d'étape traditionnelle située sur la N.10 entre Paris, Angoulême et Bordeaux, elle est à 78 km de cette dernière. Elle est aussi à 28 km au sud de Cognac, 33 km de Pons, 13 km d'Archiac, 22 km de Jonzac, 27 km de Chalais, 18 km de Brossac, 14 km de Blanzac, 16 km de Châteauneuf, 12 km de Baignes.
La RN 10 contourne la ville par le sud-est, et offre trois sorties possibles pour entrer dans l'agglomération.
Barbezieux est aussi un important carrefour de routes secondaires. La D 731 arrive de Chalais, Brossac et Condéon, pour aller vers Cognac en passant par Archiac. La D 700, à Archiac, continue en direction de Pons et Royan (D 732). La D 1 se dirige au nord de Barbezieux vers Segonzac. La D 3 se dirige à l'ouest vers Jonzac, par Guimps ; la D 24 au sud-est vers Montmoreau ; la D 5 à l'est vers Blanzac, Villebois-Lavalette et La Rochebeaucourt.
La gare routière des autocars Citram, située avenue Chanzy, propose des liaisons quotidiennes avec Angoulême.
Barbezieux est aussi le point de départ d'une voie verte de 36 km jusqu'à Clérac (intégrée à la véloroute trans-européenne de 1 700 km EuroVelo 3 la Scandibérique).

### Hameaux et lieux-dits
Le village de Saint-Hilaire est situé à environ 2 km au sud-ouest de Barbezieux. Il abrite une mairie annexe.
La commune compte de nombreux lieux-dits et hameaux, dont certains sont englobés dans l'agglomération. Au sud de la commune, autour de Saint-Hilaire, il y a Peugemard situé sur une hauteur, chez Ponchet à l'ouest, et chez Giraud et Xandeville sur la route de Jonzac. Au nord, on trouve le Jadeau, les Moreaux, chez Baron.
L'habitat est très dispersé, et on trouve de nombreuses fermes.

### Communes limitrophes
| Lagarde-sur-le-Né, Barret | Criteuil-la-Magdeleine, Bellevigne | Saint-Médard         |
| Montmérac                 | Barbezieux                         | Saint-Bonnet         |
|                           | Reignac                            | Salles-de-Barbezieux |

### Géologie et relief
La commune est située dans le calcaire du Bassin aquitain, comme une grande partie sud et ouest du département de la Charente. Elle est occupée par le Campanien (Crétacé supérieur), calcaire crayeux, qui occupe une grande partie du sud des Charentes et a donné son nom à la Champagne charentaise. En limite sud-ouest de la commune (chez Ponchet) et sur la crête au sud de la ville (Peugemard), on trouve quelques sommets couverts de sable kaolinique et galets du Tertiaire. Les fonds de vallées sont couverts d'alluvions récentes du Quaternaire,,.
Le relief de la commune est celui d'une plaine d'une altitude moyenne de 80 m, avec quelques chaînes de collines au sud. Le point culminant est à une altitude de 131 m, situé non loin de la limite communale au sud près de Peugemard. Le point le plus bas est à 31 m, situé en limite nord au bord du Né. La ville de Barbezieux est au sommet d'une colline de 104 mètres, formant une avancée de cette colline allongée où est situé le point culminant de la commune.

### Hydrographie

#### Réseau hydrographique

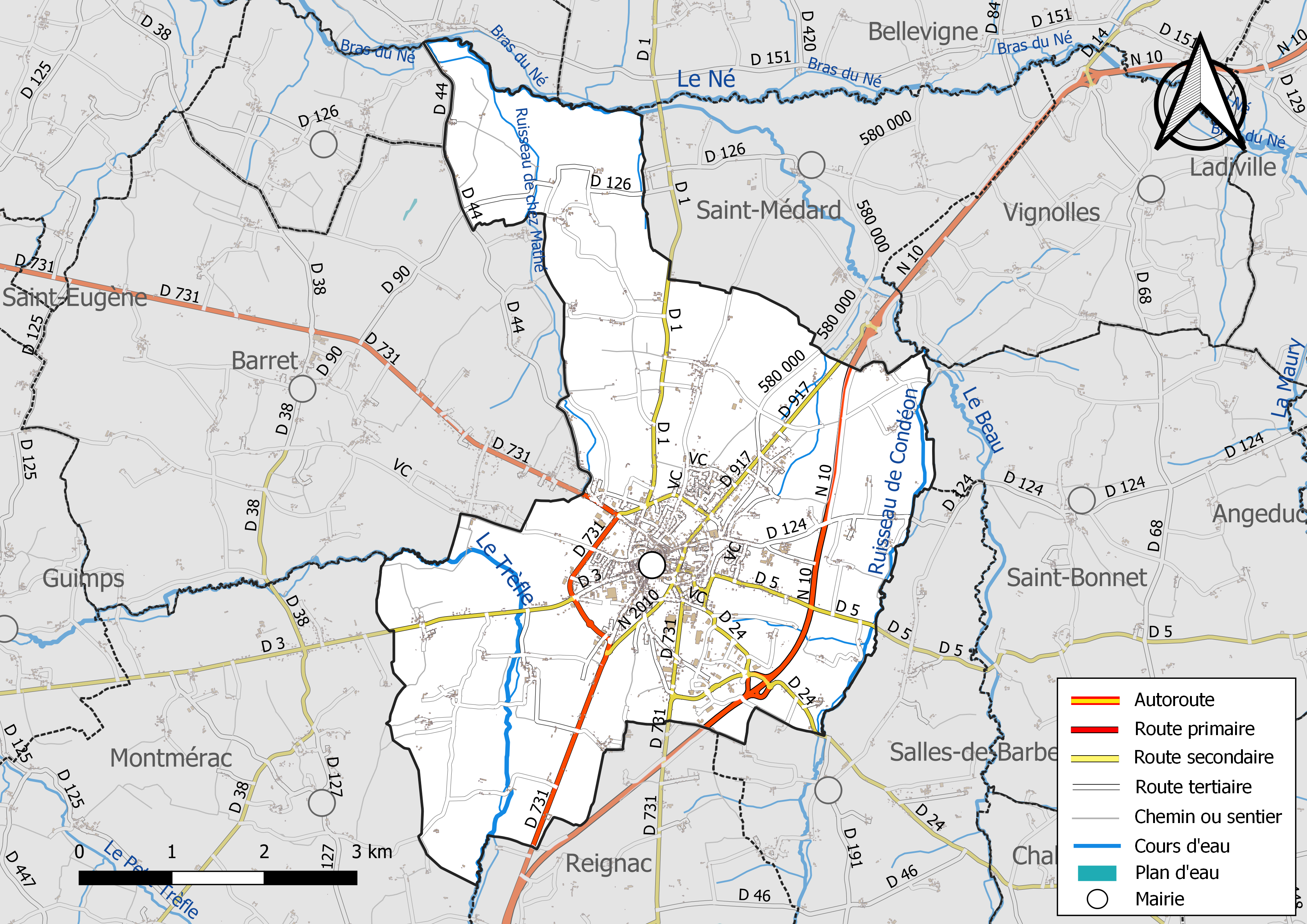
Réseaux hydrographique et routier de Barbezieux-Saint-Hilaire.

La commune est située dans  le bassin versant de la Charente au sein  du Bassin Adour-Garonne. Elle est drainée par le Né, le Trèfle, le Beau, le ruisseau de Condéon, le ruisseau de chez Mathé et par divers petits cours d'eau, qui constituent un réseau hydrographique de 19 km de longueur totale,.
La ville de Barbezieux domine les vallées du Trèfle à l'ouest et du Condéon à l'est. Le Trèfle, d'une longueur totale de 47,3 km, prend sa source dans la commune de Condéon et se jette  dans la Seugne à Mosnac-Saint-Simeux, après avoir traversé 18 communes. Le Trèfle venant du sud oblique vers l'ouest et se jette dans la Seugne qui passe à Jonzac, autre affluent de la Charente.
Le Né, d'une longueur totale de 66,1 km, prend sa source dans la commune de Bécheresse et se jette  dans la Charente à Merpins, après avoir traversé 25 communes.
Le Beau, d'une longueur totale de 22,4 km, prend sa source dans la commune de Chillac et se jette  dans le Né à Bellevigne, après avoir traversé 9 communes.
Le ruisseau de Condéon, d'une longueur totale de 14,6 km, prend sa source dans la commune de Condéon et se jette  dans le Beau à Saint-Bonnet, qui se jette dans le Né, affluent de la Charente qui limite la commune au nord, après avoir traversé 5 communes.

#### Gestion des cours d'eau
Le territoire communal est couvert par le schéma d'aménagement et de gestion des eaux (SAGE) « Charente ». Ce document de planification, dont le territoire correspond au bassin de la Charente, d'une superficie de 9 300 km2, a été approuvé le 19 novembre 2019. La structure porteuse de l'élaboration et de la mise en œuvre est l'établissement public territorial de bassin Charente. Il définit sur son territoire les objectifs généraux d’utilisation, de mise en valeur et de protection quantitative et qualitative des ressources en eau superficielle et souterraine, en respect des objectifs de qualité définis dans le troisième SDAGE  du Bassin Adour-Garonne qui couvre la période 2022-2027, approuvé le 10 mars 2022.

### Climat
Le climat est océanique aquitain et semblable à celui de la ville de Cognac où est située la station météorologique départementale.
| Mois                              | jan. | fév.  | mars  | avril | mai   | juin  | jui.  | août  | sep.  | oct. | nov. | déc. | année   |
| --------------------------------- | ---- | ----- | ----- | ----- | ----- | ----- | ----- | ----- | ----- | ---- | ---- | ---- | ------- |
| Température minimale moyenne (°C) | 2    | 2,8   | 3,8   | 6,2   | 9,4   | 12,4  | 14,4  | 14    | 12,1  | 8,9  | 4,7  | 2,6  | 7,8     |
| Température moyenne (°C)          | 5,4  | 6,7   | 8,5   | 11,1  | 14,4  | 17,8  | 20,2  | 19,7  | 17,6  | 13,7 | 8,6  | 5,9  | 12,5    |
| Température maximale moyenne (°C) | 8,7  | 10,5  | 13,1  | 15,9  | 19,5  | 23,1  | 26,1  | 25,4  | 23,1  | 18,5 | 12,4 | 9,2  | 17,7    |
| Ensoleillement (h)                | 80   | 103,9 | 153,3 | 184,5 | 204,9 | 239,6 | 276,4 | 248,3 | 199,4 | 159  | 96,8 | 78,8 | 2 024,9 |
| Précipitations (mm)               | 80,4 | 67,3  | 65,9  | 68,3  | 71,6  | 46,6  | 45,1  | 50,2  | 59,2  | 68,6 | 79,8 | 80   | 783,6   |

| Ville             | Ensoleillement · (h/an) | Pluie · (mm/an) |
| ----------------- | ----------------------- | --------------- |
| Médiane nationale | 1 852                   | 835             |
| Barbezieux        | 2 025                   | 784             |
| Paris             | 1 717                   | 634             |
| Nice              | 2 760                   | 791             |
| Strasbourg        | 1 747                   | 636             |
| Brest             | 1 555                   | 1 230           |
| Bordeaux          | 2 070                   | 987             |

## Urbanisme

### Typologie
Au 1er janvier 2024, Barbezieux-Saint-Hilaire est catégorisée bourg rural, selon la nouvelle grille communale de densité à 7 niveaux définie par l'Insee en 2022.
Elle appartient à l'unité urbaine de Barbezieux-Saint-Hilaire, une unité urbaine monocommunale constituant une ville isolée,. Par ailleurs la commune fait partie de l'aire d'attraction de Barbezieux-Saint-Hilaire, dont elle est la commune-centre,. Cette aire, qui regroupe 25 communes, est catégorisée dans les aires de moins de 50 000 habitants,.

### Occupation des sols
L'occupation des sols de la commune, telle qu'elle ressort de la base de données européenne d’occupation biophysique des sols Corine Land Cover (CLC), est marquée par l'importance des territoires agricoles (82,7 % en 2018), en diminution par rapport à 1990 (87,7 %). La répartition détaillée en 2018 est la suivante : 
terres arables (60,2 %), zones urbanisées (11,6 %), cultures permanentes (10 %), zones agricoles hétérogènes (9,7 %), zones industrielles ou commerciales et réseaux de communication (3,7 %), prairies (2,7 %), forêts (1,9 %). L'évolution de l’occupation des sols de la commune et de ses infrastructures peut être observée sur les différentes représentations cartographiques du territoire : la carte de Cassini (XVIIIe siècle), la carte d'état-major (1820-1866) et les cartes ou photos aériennes de l'IGN pour la période actuelle (1950 à aujourd'hui).

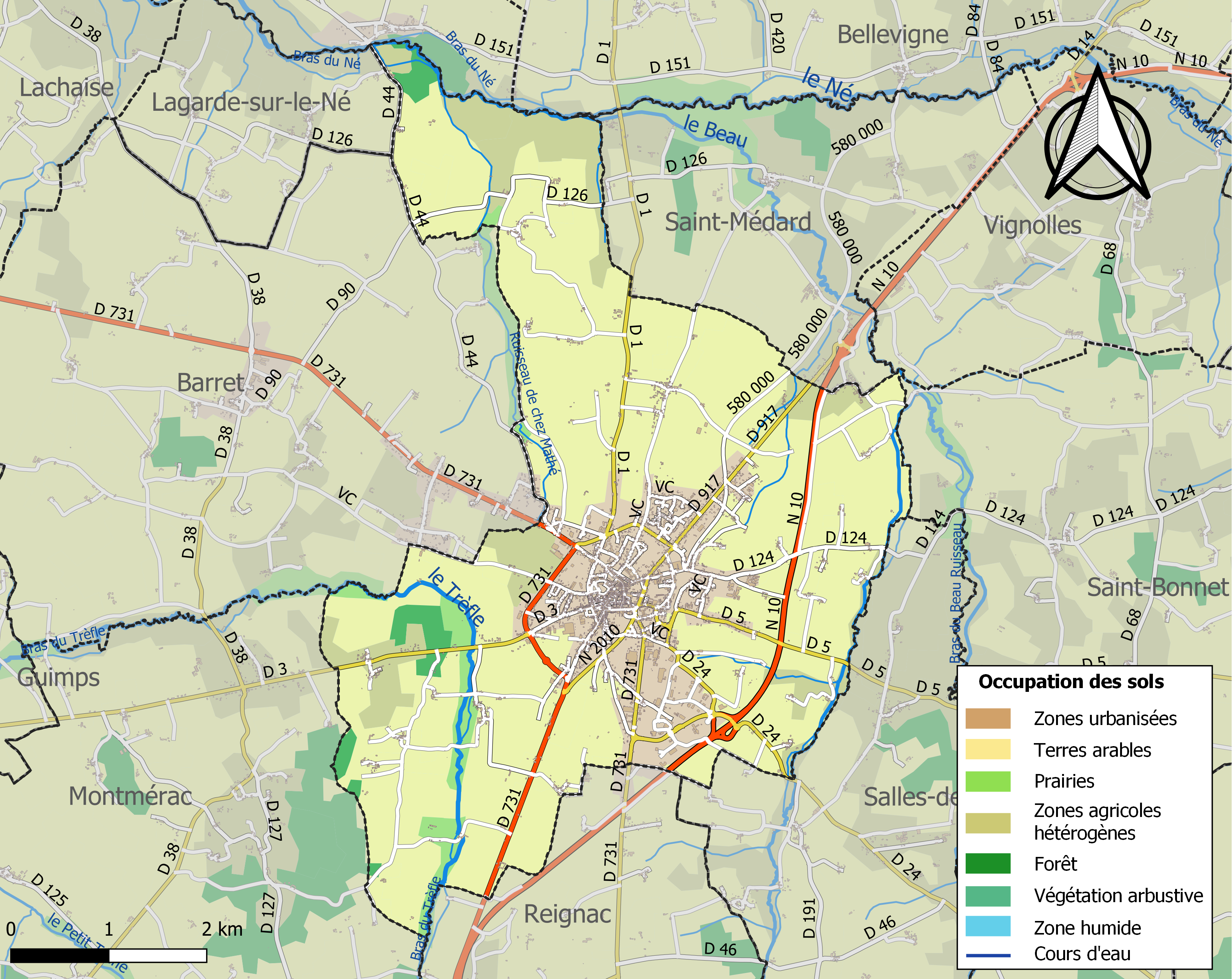
Carte des infrastructures et de l'occupation des sols de la commune en 2018 (CLC).

### Risques majeurs
Le territoire de la commune de Barbezieux-Saint-Hilaire est vulnérable à différents aléas naturels : météorologiques (tempête, orage, neige, grand froid, canicule ou sécheresse) et séisme (sismicité faible). Il est également exposé à un risque technologique, le transport de matières dangereuses. Un site publié par le BRGM permet d'évaluer simplement et rapidement les risques d'un bien localisé soit par son adresse soit par le numéro de sa parcelle.

#### Risques naturels

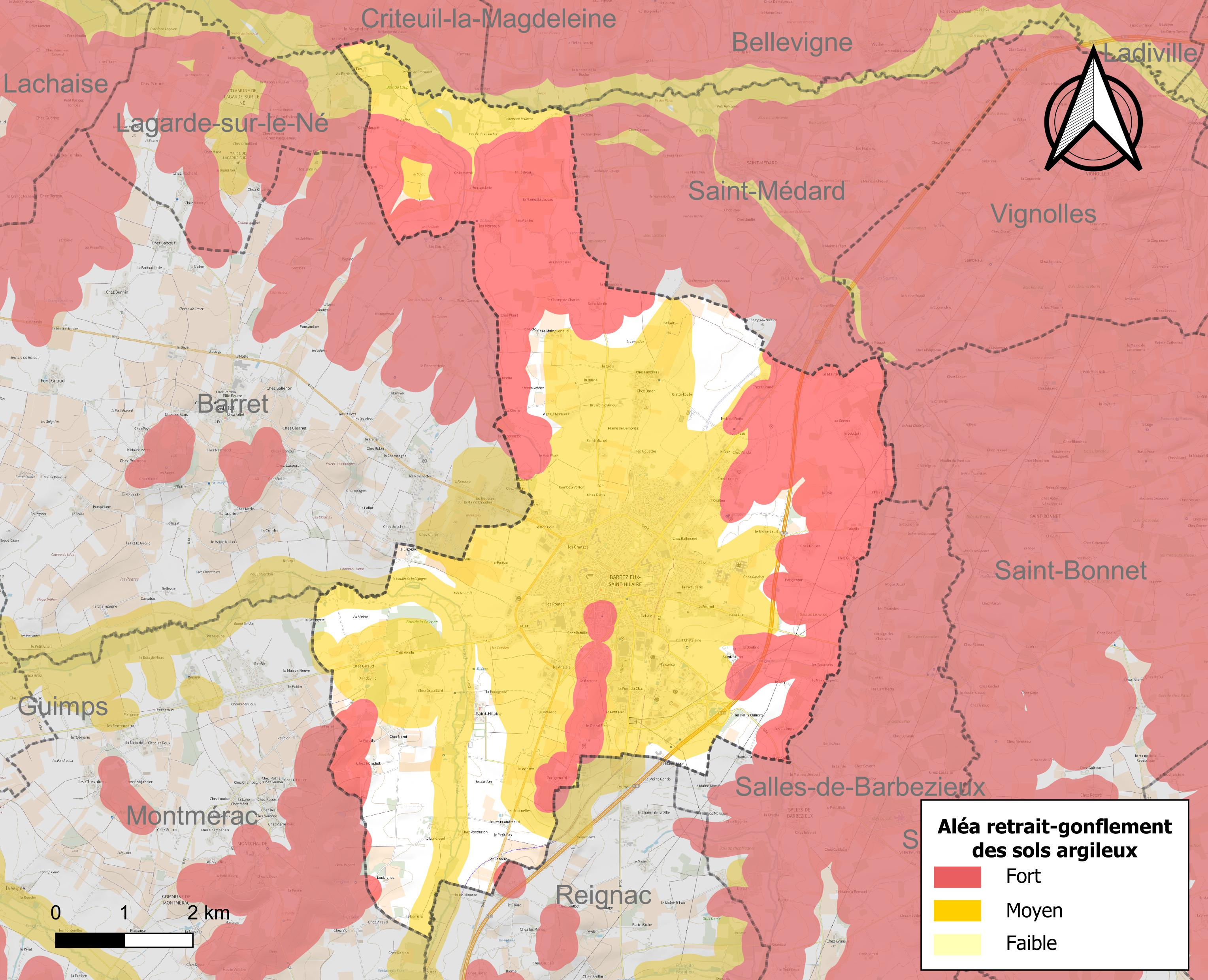
Carte des zones d'aléa retrait-gonflement des sols argileux de Barbezieux-Saint-Hilaire.

Le retrait-gonflement des sols argileux est susceptible d'engendrer des dommages importants aux bâtiments en cas d’alternance de périodes de sécheresse et de pluie. 84,2 % de la superficie communale est en aléa moyen ou fort (67,4 % au niveau départemental et 48,5 % au niveau national). Sur les 2 145 bâtiments dénombrés sur la commune en 2019, 2 088 sont en aléa moyen ou fort, soit 97 %, à comparer aux 81 % au niveau départemental et 54 % au niveau national. Une cartographie de l'exposition du territoire national au retrait gonflement des sols argileux est disponible sur le site du BRGM,.
Par ailleurs, afin de mieux appréhender le risque d’affaissement de terrain, l'inventaire national des cavités souterraines permet de localiser celles situées sur la commune.
La commune a été reconnue en état de catastrophe naturelle au titre des dommages causés par les inondations et coulées de boue survenues en 1982, 1987, 1991, 1997 et 1999. Concernant les mouvements de terrains, la commune a été reconnue en état de catastrophe naturelle au titre des dommages causés par la sécheresse en 2003 et 2011 et par des mouvements de terrain en 1999.

#### Risques technologiques
Le risque de transport de matières dangereuses sur la commune est lié à sa traversée par une ou des infrastructures routières ou ferroviaires importantes ou la présence d'une canalisation de transport d'hydrocarbures. Un accident se produisant sur de telles infrastructures est susceptible d’avoir des effets graves sur les biens, les personnes ou l'environnement, selon la nature du matériau transporté. Des dispositions d’urbanisme peuvent être préconisées en conséquence.

## Toponymie
Les formes anciennes sont Berbezillum en 1161, Berbecillum en 1214, Berbezis en 1302, Barbezil en 1347, Barbezillum en 1351, Berbezieu en 1428.
L'origine du nom est Berbecillia, « la Bergerie », centre d'élevage des brebis (berbex en bas-latin, vervex en latin classique),. Les lainages de la Saintonge étaient célèbres.

## Histoire

### Seigneurs de Barbezieux
La seigneurie de Barbezieux était une des plus importantes de Saintonge et ses seigneurs prétendaient au titre de princes. Le premier seigneur connu est Alduin Ier, qui a vécu au début du XIe siècle. Ses descendants se sont succédé jusqu'au milieu du XIVe siècle, en la personne de Henry de Barbezieux.
Dans cette lignée on peut citer Richard de Barbezieux, célèbre troubadour, et Audouin IV qui a soutenu Aimar d'Archiac dans sa lutte contre le comte d'Angoulême, mais dont le fils Itier II a signé un accord le 20 juillet 1239 laissant au comte Hugues de Lusignan la seigneurie de Merpins, mais gardant les droits féodaux sur Roissac, Marville et Gensac.
La baronnie de Barbezieux revint au XIVe siècle aux La Rochefoucauld, en la personne de Geoffroy de La Rochefoucauld, petit-fils d'Itier II.
Le petit-fils de Geoffroy, Guy de La Rochefoucauld, eut à lutter dans sa vieillesse contre les Cottereaux, brigands appelés ainsi à cause de leur long coutelas. En 1440 des traitres ouvrent la porte aux assaillants pour livrer la ville aux écorcheurs, d'où le nom de cette porte qui est arrivé jusqu'à nous, porte aux Tridoux (porta daus traïdors). Dans la lutte, Guy est mort assommé. Son fils Jean de La Roche a créé des milices communales, les Francs-Taupins, afin de rétablir l'ordre dans le pays. Jean fut aussi un grand capitaine qui aida Charles VII à chasser les Anglais de France, et il eut deux enfants, Georges et Marguerite.
Peu avant 1457, date de la mort de Georges qui n'eut pas de descendance, Marguerite épousa son cousin Jean de La Rochefoucauld, réunissant ainsi dans un même domaine toutes leurs possessions.
Jean de La Rochefoucauld aida le roi Louis XI à reconquérir la Guyenne sur les Anglais. Après les ravages de la guerre de Cent Ans et une nouvelle disette, Marguerite fit distribuer du blé aux malheureux et construire le château actuel pour fournir du travail aux ouvriers.
Jean meurt en 1472 en ayant son fils comme successeur, François de La Rochefoucauld, parrain du futur roi François Ier. En 1518, les biens furent partagés et Antoine de La Rochefoucauld hérita de la baronnie de Barbezieux. Ce dernier mourut en 1537 et son fils aîné Charles  hérita de Barbezieux. Charles de La Rochefoucauld fut un des seigneurs de Barbezieux les plus remarquables. En 1548, il lutte avec diplomatie contre les révoltés de la gabelle.
Charles de La Rochefoucauld mourut en 1583, laissant trois filles, et Charles d'Espinay eut alors par mariage la terre de Barbezieux.
Après la mort de Charles d'Espinay en 1598, Barbezieux passe aux mains du maréchal de Schomberg par mariage de ce dernier avec Françoise d'Espinay, sœur de Charles, avant de passer en 1632 aux mains du cardinal de Richelieu lui-même.
Richelieu fait améliorer la route de Paris à Bordeaux, traversant Barbezieux. Barbezieux était située, avant le XVIIIe siècle comme après, sur l'ancienne route de la Poste entre Paris et Bordeaux, directe entre Chaunay et Barbezieux par Villefagnan, Aigre et Châteauneuf, avant que celle-ci ne soit déviée pour desservir Angoulême par Turgot, intendant de la généralité de Limoges,,.
En 1678, le roi Louis XIV érigea par lettres patentes la baronnie de Barbezieux en marquisat, car Barbezieux était revenue par adjudication à un de ses ministres, Michel Le Tellier. Puis Barbezieux passa aux mains de Camille Le Tellier, dit l'abbé de Louvois. À sa mort en 1718, Barbezieux repassa aux mains des La Rochefoucauld, par mariage de la sœur de Camille, Madeleine Charlotte Le Tellier, avec François VIII, duc de La Rochefoucauld.
Le marquisat de Barbezieux comprenait alors 25 paroisses, produisant 15 000 livres de revenus.
Le dernier des seigneurs de Barbezieux fut Louis Alexandre de La Rochefoucauld, fils du duc d'Anville, nommé député de la noblesse aux États généraux en 1789. Démissionnaire et fuyant Paris, il fut massacré à Gisors en 1792.

### Les Templiers et les Hospitaliers
Le Vignac était avant le XIIe siècle une paroisse, et Saint-Jean d'Auvignac a été reprise par les Templiers puis les Hospitaliers. La chapelle a disparu à la Révolution.

### Temps modernes

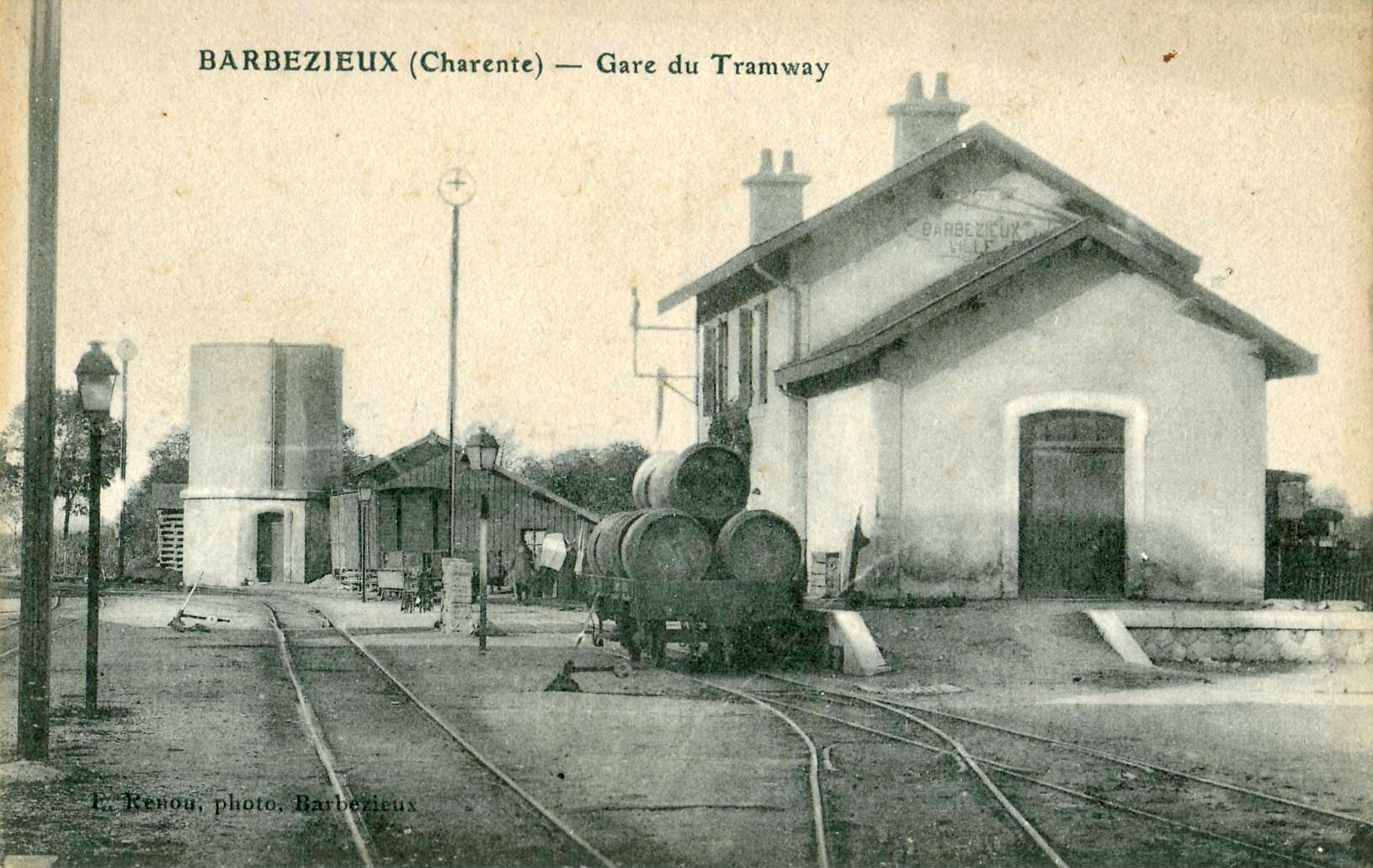
La gare des Chemins de fer économiques des Charentes au début du XXe siècle.

Barbezieux faisait partie de l'ancien diocèse de Saintes et a été rattachée au diocèse d'Angoulême lors du concordat de 1801 suivant la naissance du département de la Charente.
De 1790 à 1800, la commune de Barbezieux est chef-lieu de district.
Elle fut désignée par la suite lors du Consulat en 1800 pour être sous-préfecture, fonction qu'elle a exercée jusqu'en 1926. Cette mesure administrative a également concerné une autre sous-préfecture du département : Ruffec.
Depuis cette date, la ville occupe le simple rôle de chef-lieu de canton, faisant partie de l'arrondissement de Cognac.
En 1829, afin d'éviter la destruction totale du château, la ville de Barbezieux entama des pourparlers avec la famille Levraud, propriétaire alors, et le lui acheta en 1845. Le corps de logis fut abandonné mais la porte nord et ses deux tours ont été restaurées. Le théâtre a été construit sur les anciennes dépendances. Un hospice et un pensionnat de jeunes filles y furent également installés.
En plus de la gare de la Compagnie des Charentes sur la ligne reliant Châteauneuf à Saint-Marien ouverte en totalité en 1907, Barbezieux eut aussi une gare des Chemins de fer économiques des Charentes, l'exploitant d'un réseau de chemin de fer secondaire défini par les départements de Charente et Charente-Maritime. Il reliait la ville à Angoulême, Chalais, Cognac et Archiac  de 1895 à 1939.

### Histoire de Saint-Hilaire
Pendant la Révolution, la commune de Saint-Hilaire-de-Barbezieux s'est appelée provisoirement L'Islot ou Lilot.

## Politique et administration

### Liste des maires
| Période                                  | Période     | Identité                | Étiquette | Qualité                                                                 |
| ---------------------------------------- | ----------- | ----------------------- | --------- | ----------------------------------------------------------------------- |
| Les données manquantes sont à compléter. |             |                         |           |                                                                         |
| 11 février 1790                          | 1790        | Thomas Veillon          |           |                                                                         |
| 04 août 1790                             | 1792        | L. Demontis             |           |                                                                         |
| 1792                                     | 1792        | Lamorine                |           | Fonction de Maire                                                       |
| novembre ou décembre 1792                | 1793        | Jacques Dubuisson       |           |                                                                         |
| avril ou mai 1793                        | 1794        | Jacques Lamorine        |           |                                                                         |
| 1794                                     |             | Paul Demontis           |           | Président de l'Administration municipale après 1794                     |
|                                          | 25 mai 1800 | Gallier                 |           | Maire provisoire                                                        |
| 25 mai 1800                              | 1803        | François Bordet         |           |                                                                         |
| 15 septembre 1803                        | 1810        | Paul Drilhon            |           |                                                                         |
| 17 janvier 1810                          | 1815        | Paul Bruslon            |           |                                                                         |
| 10 octobre 1815                          |             | Paul Hommeau-Beauregard |           |                                                                         |
| 23 mai 1824                              | 1831        | Jacques Lamorine        |           |                                                                         |
| 12 décembre 1831                         | 1839        | Louis Monteilh          |           |                                                                         |
| 01 septembre 1839                        | 1840        | Pierre Poineau          |           | 1er Adjoint, fonction de Maire                                          |
| 07 février 1840                          | 1848        | Pierre Poineau          |           | Installé Maire                                                          |
| février 1848                             | 1848        | Jean Daviaud            |           | Maire provisoire                                                        |
| 2 septembre 1848                         | 1851        | Jean Daviaud            |           |                                                                         |
| 13 décembre 1851                         | 1854        | Pierre Poineau          |           | Arrêté préfectoral                                                      |
| 26 juillet 1854                          | 1855        | Pierre Boutin           |           | Décret impérial                                                         |
| 11 octobre 1855                          | 1865        | Jean Hillairet          |           |                                                                         |
| 23 décembre 1865                         | 1870        | Jean Gaschet            |           | Décret impérial                                                         |
| 29 septembre 1870                        | 1874        | Jean Hillairet          |           |                                                                         |
| 28 février 1874                          | 1878        | Benjamin Banvillet      |           |                                                                         |
| 26 juin 1878                             | 1881        | Philippe Belliard       |           |                                                                         |
| 07 décembre 1881                         | 1884        | Charles Drilhon         |           |                                                                         |
| 27 juillet 1884                          | 1900        | Jean Meslier            |           |                                                                         |
| 19 mai 1900                              | 1902        | Joseph Drilhon          |           |                                                                         |
| 16 juillet 1902                          | 1908        | Charles Bizardel        |           |                                                                         |
| 17 mai 1908                              | 1912        | Maurice Landry          |           |                                                                         |
| 18 mai 1912                              | 1919        | Charles Bizardel        |           |                                                                         |
| 11 décembre 1919                         |             | Albert Nouel            |           |                                                                         |
| 24 mai 1945                              | 1951        | Robert Boisnier         |           |                                                                         |
| 29 décembre 1951                         | 1966        | Emmanuel Menanteau      | Rad.      | Conseiller général du canton de Barbezieux-Saint-Hilaire (1951-1970)    |
| 07 novembre 1966                         | 1989        | Jean Pauquet            | DVD       | Conseiller général du canton de Barbezieux-Saint-Hilaire (1970-1982)    |
| 1989                                     | 1995        | Jean-Claude Cheisson    | PS        |                                                                         |
| 1995                                     | 2014        | René Vignerie           | DVG       | Retraité                                                                |
| mars 2014                                | En cours    | André Meuraillon        | DVD       | Conseiller général du canton de Barbezieux-Saint-Hilaire de 2008 à 2015 |

### Politique environnementale
Dans son palmarès 2024, le Conseil national de villes et villages fleuris de France a attribué trois fleurs à la commune.

## Démographie

### Évolution démographique
L'évolution du nombre d'habitants est connue à travers les recensements de la population effectués dans la commune depuis 1793. Pour les communes de moins de 10 000 habitants, une enquête de recensement portant sur toute la population est réalisée tous les cinq ans, les populations de référence des années intermédiaires étant quant à elles estimées par interpolation ou extrapolation. Pour la commune, le premier recensement exhaustif entrant dans le cadre du nouveau dispositif a été réalisé en 2005.

En 2022, la commune comptait 4 738 habitants, en évolution de +1,28 % par rapport à 2016 (Charente : −0,48 %, France hors Mayotte : +2,11 %).
| 1793  | 1800  | 1806  | 1821  | 1831  | 1841  | 1846  | 1851  | 1856  |
| ----- | ----- | ----- | ----- | ----- | ----- | ----- | ----- | ----- |
| 2 740 | 1 984 | 2 452 | 3 061 | 2 756 | 3 335 | 3 514 | 3 574 | 3 700 |

| 1861  | 1866  | 1872  | 1876  | 1881  | 1886  | 1891  | 1896  | 1901  |
| ----- | ----- | ----- | ----- | ----- | ----- | ----- | ----- | ----- |
| 3 878 | 3 881 | 3 910 | 4 007 | 4 102 | 4 090 | 4 104 | 4 229 | 4 080 |

| 1906  | 1911  | 1921  | 1926  | 1931  | 1936  | 1946  | 1954  | 1962  |
| ----- | ----- | ----- | ----- | ----- | ----- | ----- | ----- | ----- |
| 4 204 | 4 312 | 4 106 | 4 231 | 4 079 | 4 243 | 4 243 | 4 229 | 4 546 |

| 1968  | 1975  | 1982  | 1990  | 1999  | 2005  | 2006  | 2010  | 2015  |
| ----- | ----- | ----- | ----- | ----- | ----- | ----- | ----- | ----- |
| 4 851 | 5 198 | 5 103 | 4 774 | 4 819 | 4 693 | 4 646 | 4 768 | 4 687 |

| 2020  | 2022  | - | - | - | - | - | - | - |
| ----- | ----- | - | - | - | - | - | - | - |
| 4 751 | 4 738 | - | - | - | - | - | - | - |

### Pyramide des âges
La population de la commune est relativement âgée.
En 2018, le taux de personnes d'un âge inférieur à 30 ans s'élève à 28,2 %, soit en dessous de la moyenne départementale (30,2 %). À l'inverse, le taux de personnes d'âge supérieur à 60 ans est de 38,5 % la même année, alors qu'il est de 32,3 % au niveau départemental.
En 2018, la commune comptait 2 172 hommes pour 2 506 femmes, soit un taux de 53,57 % de femmes, légèrement supérieur au taux départemental (51,59 %).
Les pyramides des âges de la commune et du département s'établissent comme suit.
| Hommes | Classe d’âge | Femmes |
| ------ | ------------ | ------ |
| 1,7    | 90 ou +      | 5,4    |
| 12,0   | 75-89 ans    | 15,1   |
| 20,5   | 60-74 ans    | 21,8   |
| 21,0   | 45-59 ans    | 20,6   |
| 12,2   | 30-44 ans    | 12,9   |
| 16,5   | 15-29 ans    | 13,4   |
| 16,1   | 0-14 ans     | 10,8   |

| Hommes | Classe d’âge | Femmes |
| ------ | ------------ | ------ |
| 1      | 90 ou +      | 2,7    |
| 9,2    | 75-89 ans    | 12     |
| 20,6   | 60-74 ans    | 21,3   |
| 20,7   | 45-59 ans    | 20,3   |
| 16,8   | 30-44 ans    | 16     |
| 15,6   | 15-29 ans    | 13,4   |
| 16,1   | 0-14 ans     | 14,3   |

### Remarques
La commune de Barbezieux a absorbé Saint-Hilaire en 1972, qui est restée commune associée.
Au recensement de 2007, Saint-Hilaire comptait 297 habitants.

## Économie

### Agriculture
- Production de cognac et pineau, Barbezieux étant située sur l'aire Petite Champagne[51],
- Poule de Barbezieux

### Industries
- Fabricant de meubles, travail du bois (établissements Nordlinger).
- Fabrique d'articles de danse (Vicard).
- Construction de machines agricoles.
- Production d'emballages alimentaires (Venthenat, groupe Amcor).
- Fabrication d'enceintes acoustiques (Jean-Marie Reynaud).
- Bureau d'études techniques, constructions métalliques (SEC).
- Distribution et logistique de fruits et légumes frais et produits de la mer (Fornel).
- Boulangerie industrielle (Moulins de Saint-Preuil).
- Production agro-alimentaire (Ateliers du Goût, la Cocotte Gourmande).

### Commerces
- Espace de la République E.Leclerc (Espace technologique et culturel (+ presse/loto), Beauty Success, Jeff de Bruges, So'or, parapharmacie, Vision +, cordonnerie, pressing, Planet'Hair, cafétéria) ; Sport 2000 ; Gémo ; Centrakor.
- Intermarché ; Bricomarché ; Weldom ; Caséo ; Tastet ; Lidl ; Gamm Vert ; Norauto.
- Commerces en centre-ville (vêtements, chaussures, bijouteries, beauté, fleuriste).
- Restaurants et bars.
- Mcdonald's, à côté du centre routier, ouvert le 15 avril 2024[52].

## Équipements, services et vie locale

### Enseignement

#### Écoles
L'école Sainte-Marie (privée) et écoles Félix-Gaillard et Jacques-Prévert.
L'Eau-Vive, école primaire située à Saint-Hilaire, est un regroupement pédagogique intercommunal (RPI) avec Salles-de-Barbezieux et Saint-Bonnet.

#### Collèges
Collège Sainte-Marie (privé) et collège Jean-Moulin.
Le collège d'enseignement secondaire Jean-Moulin regroupe 480 élèves de la 6e à la 3e répartis dans 22 classes.

#### Lycée

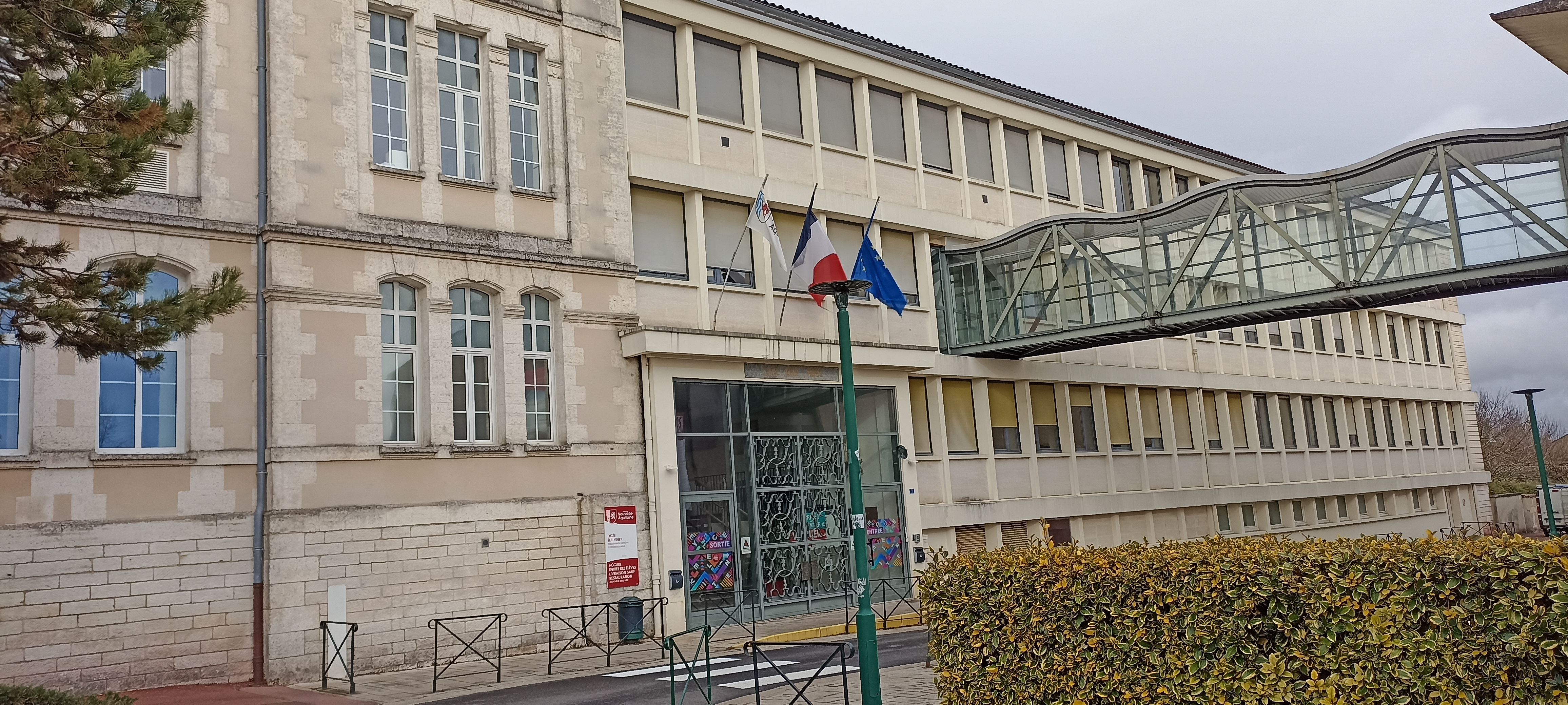
Le lycée Élie-Vinet existe depuis le début du XIXe siècle.

Le lycée Élie-Vinet prépare au baccalauréat général avec 10 spécialités et au baccalauréat technologique STMG avec trois spécialités.
Cinq options sont proposées aux lycéens : LV3 italien, latin, arts plastiques, sport et une section européenne allemand.
De plus il offre deux BTS en alternance ou en formation initiale : BTS GPME, Gestion de la PME, et BTS SIO, Services Informatiques aux Organisations (deux spécialités).
Différents clubs et ateliers sont proposés : atelier Cinélycée, UNSS (handball, badminton, escalade, volley-ball), atelier développement durable, brevet d'initiation aéronautique (BIA).

### Sports

#### Enceintes sportives
- Stade Gilbert-Santiago (anciennement stade de la Mirandole qui a été renommé en août 2007).
- Stade Jean-Pauquet.
- Stade de la Gare.
- Tennis (deux couverts, quatre extérieurs).
- Gymnase Jean-Guy Ranson (dojo, structure artificielle d'escalade, salle de musculation, salle de sport : handball, volley-ball, basket-ball).
- Gymnase Jean-Moulin (basket-ball, gymnastique).
- Gymnase de la Gare (tennis de table, tir à l'arc, cours de danse en salle).
- Parcours sportif La voie verte.

#### Clubs sportifs
- ALB (Amicale Laïque de Barbezieux) : badminton, danse, escalade, handball, tai-chi-chuan, volley, échecs.
- UFBB Football (Union fraternelle de Barbezieux).
- FABB ( FRATERNELLE ATHLETISME BARRET-BARBEZIEUX)
- BBB (Barbezieux Basket-Ball).
- BSCR (Barbezieux Sud Charente Rugby).
- Centre équestre.
- Club nautique.
- Form +.
- Judo Club.
- MJC : Karaté, tir à l'arc, escrime, boxe française, gym, danse.
- Tennis Club.
- TTC2B (club de ping pong Baignes-Barbezieux)

### Santé
- Hôpitaux du Sud Charente : hôpital local (plus de 300 lits)[57].

### Vie culturelle
- Cinéma Le Club (deux salles)[58].
- Théâtre du château.

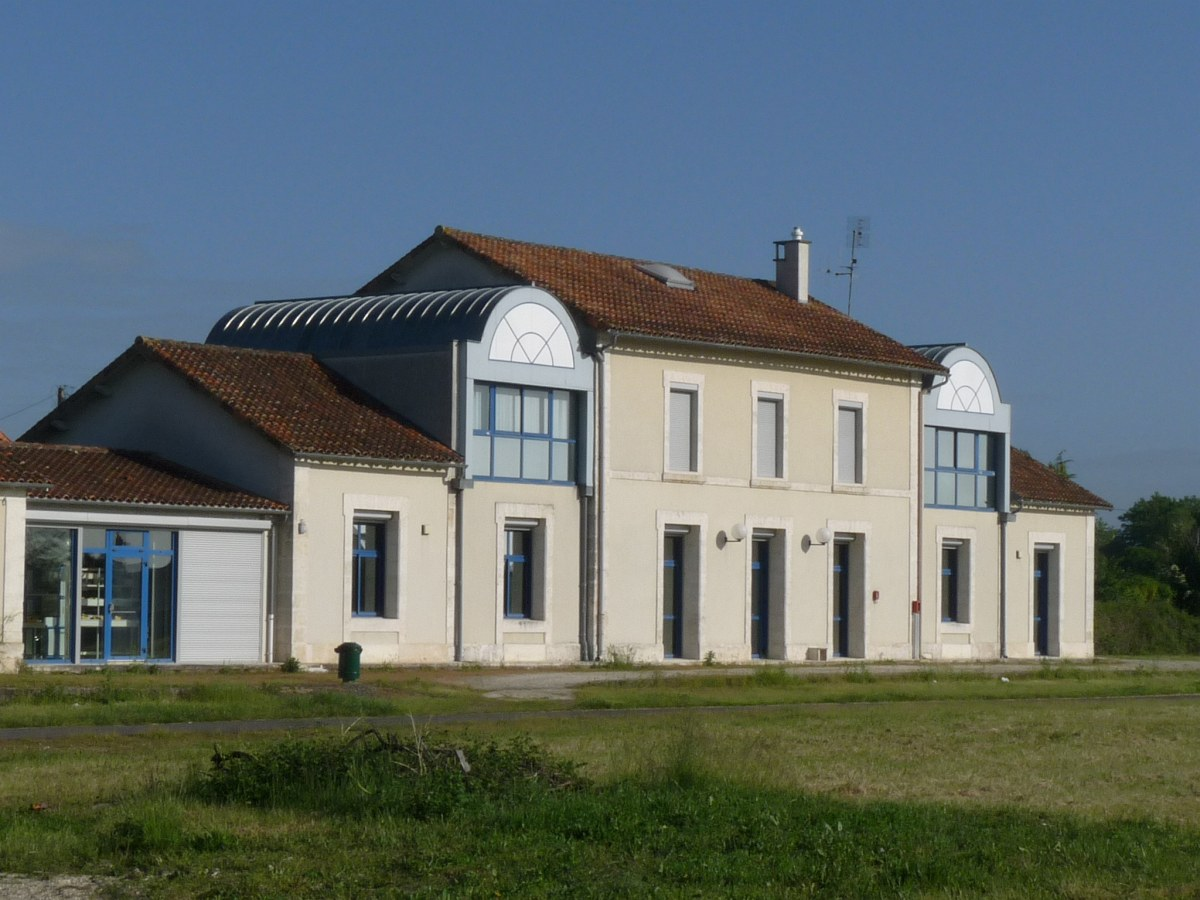
Médiathèque Ernest-Labrousse.

- Médiathèque Ernest-Labrousse (ancienne gare).
- Ecole départemental de Musique  rue Saint-Mathias.

### Marchés et foires
- Marchés les mardis, vendredis dans le centre-ville, et les samedis place du Champ-de-Foire.
- Foires les premiers mardis du mois dans le centre-ville.

## Jumelages
- Wolfratshausen (Allemagne) depuis 1970, en Bavière.
- Vignola (Italie) depuis 1982, en Émilie-Romagne, dans la Province de Modène.
- Chardonne (Suisse) depuis 1986, dans le canton de Vaud.

## Lieux et monuments

### Château de Barbezieux
Établi sur une légère éminence, le château fort de Barbezieux est construit en 1453 sur ordre de Marguerite de La Rochefoucauld. Partiellement détruit au XIXe siècle (une partie des fortifications étant démantelées en 1820), il subsiste de cet imposant ouvrage défensif un châtelet d'entrée flanqué de deux tours, couronné de mâchicoulis et recouvert d'un toit unique couvert d'ardoises, ainsi que plusieurs dépendances (granges, écuries).
Le château a traversé les siècles en connaissant heures de gloire et période d’abandon. Le bâtiment abrite aujourd'hui un théâtre à l'italienne (réaménagé en 1900), un musée archéologique ainsi que les locaux de l'office du tourisme. Le château de Barbezieux est classé monument historique depuis 1913.

### Église Saint-Mathias

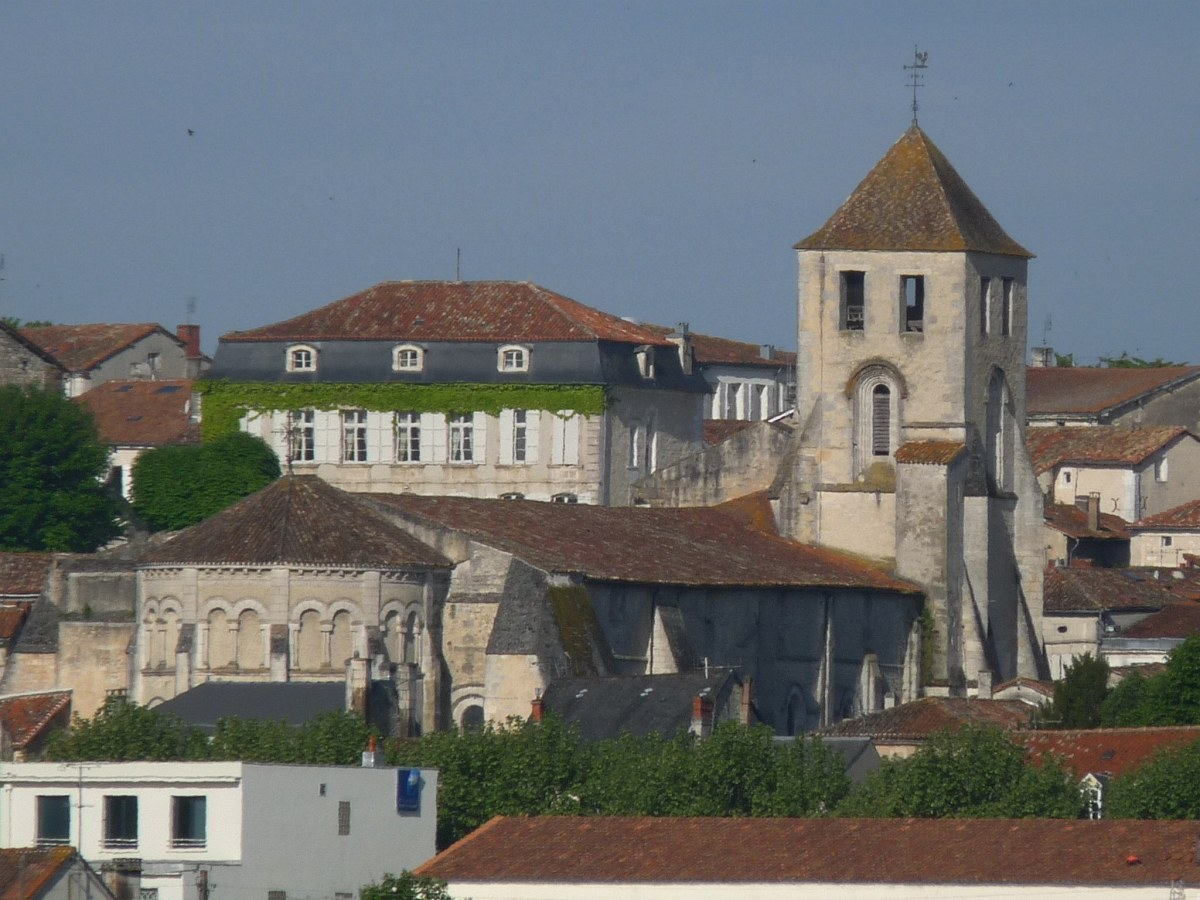
Le clocher massif de l'église domine la ville ancienne.

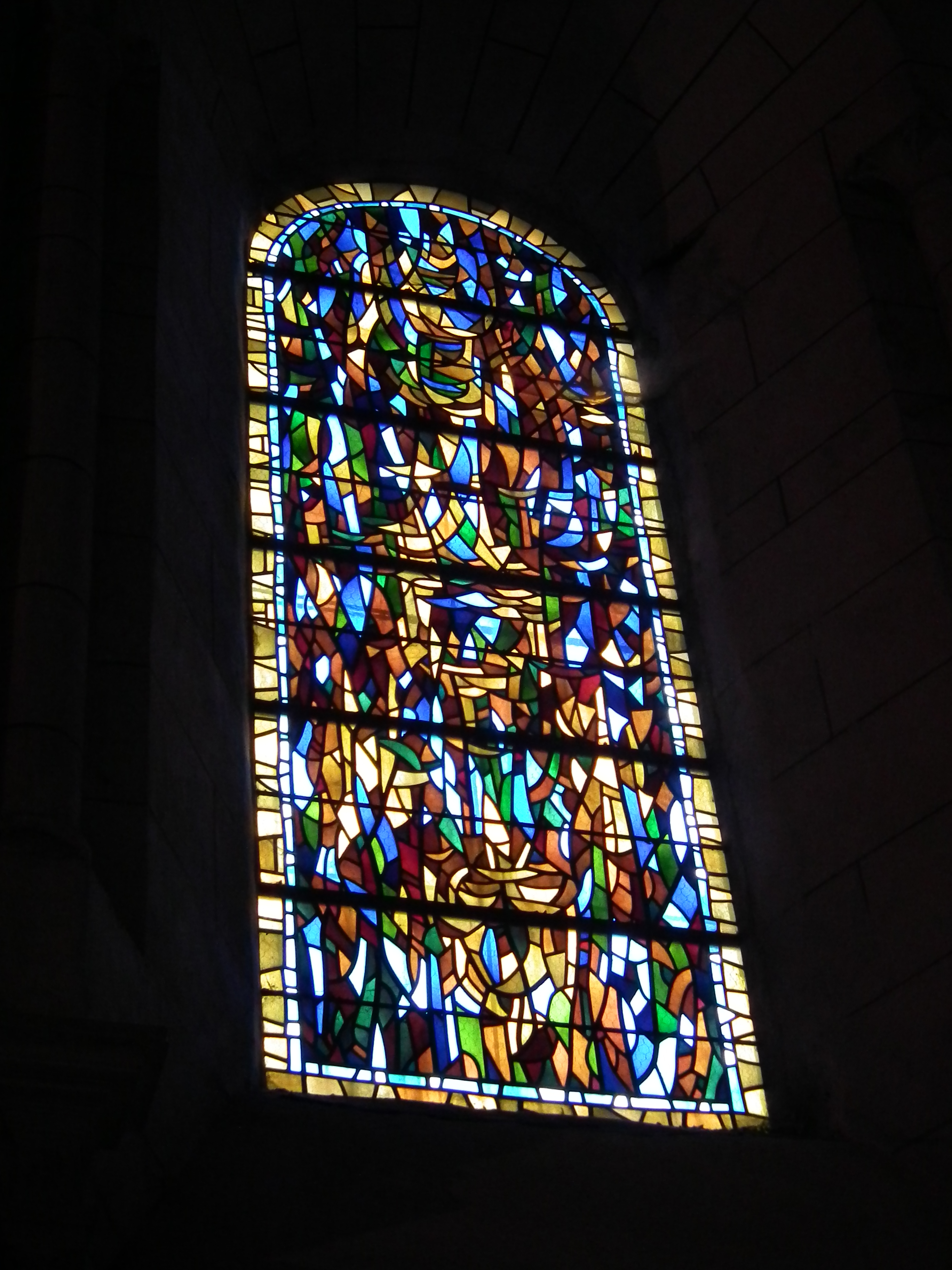
Un des vitraux de Georges Devêche.

Vaste édifice construit entre le XIIe (nef, partie inférieure de la façade), le XVe (clocher et fonts baptismaux) et le XIXe siècle (couronnement de la façade, abside néo-romane), l'église Saint-Mathias domine les maisons anciennes du centre historique. Ses dimensions (54,60 mètres de long sur 23,42 mètres de large) en font une des plus importantes églises du département, derrière la cathédrale Saint-Pierre d'Angoulême et l'église Saint-Léger de Cognac.
Cet imposant sanctuaire, victime des hommes (destructions considérables lors des guerres de religion) et des intempéries, conserve une partie de son décor sculpté d'origine, aujourd'hui très dégradé. Le portail roman à trois voussures est orné de statues en demi-relief ainsi que d'un zodiaque, où peuvent être reconnues des scènes de la vie quotidienne du Moyen Âge. De part et d'autre de la grande baie du clocher, deux statues représentent saint Pierre (l'église ayant été une dépendance de Saint-Pierre de Cluny) et saint Mathias.
L'église Saint-Mathias abrite depuis 1971 une série de 26 vitraux contemporains aux couleurs chatoyantes, réalisés par l'artiste Georges Devêche (Atelier du vitrail de Limoges), Comme par exemple le vitrail de  l'autel qui est une croix stylisée et sanglante qui nous aide à comprendre la mystique de la messe, ce vitrail a été fait par Claude Gruer. Il y a aussi des grandes orgues comptant parmi les plus importantes du département. Le sanctuaire, qui reste un important lieu de pèlerinage, abrite une relique de saint Mathias, une relique de saint Pierre Aumaître, un des 103 martyrs de Corée canonisés en 1984, ainsi qu'un fragment de la Vraie Croix.
L'église Saint-Mathias de Barbezieux est inscrite à l'inventaire supplémentaire des monuments historiques depuis 1948.

## Personnalités liées à la commune

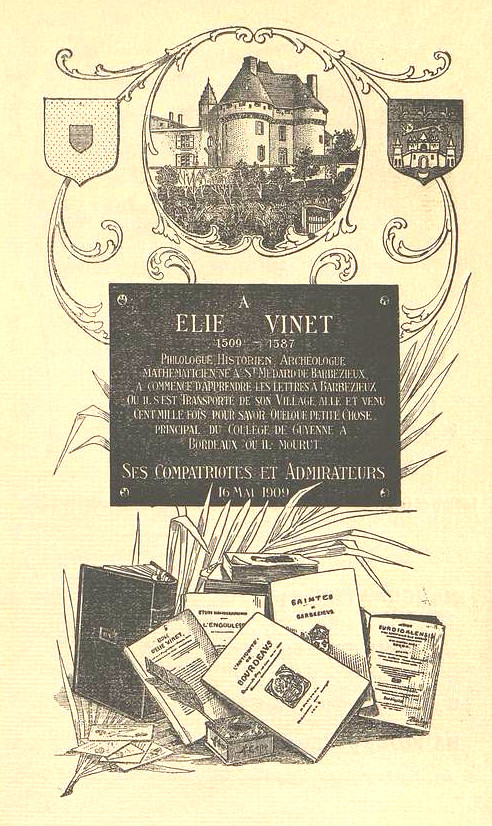
À la mémoire du Saintongeais Élie Vinet.

- Rigaut de Berbezilh (1140-1163), troubadour ayant vécu au château de Barbezieux.
- Élie Vinet (1509-1587), humaniste, passa son enfance à Barbezieux.
- François Benjamin Levrault (1774-1855), homme politique né à Barbezieux, député de la Charente de 1831 à 1834.
- Marcel Jambon (1848-1908), peintre décorateur né à Barbezieux.
- Henri Fauconnier (1879-1973), écrivain né et enterré au cimetière de Barbezieux
- Charles Virolleaud (1879-1968), archéologue né à Barbezieux.
- Jacques Chardonne (1884-1968), écrivain né à Barbezieux et auteur du Bonheur de Barbezieux.
- Geneviève Fauconnier (1886-1969), écrivain.
- Ernest Labrousse (1895-1988), historien français né à Barbezieux.
- André-Jacques Fougerat (1902-1983), évêque de Grenoble (1957-1969), né à Barbezieux.
- Henri Fougerat (1909-1944), frère du précédent, militaire, Compagnon de la Libération.
- Pierre Gabard (1913-1944), militaire et diplomate, Compagnon de la Libération.
- Félix Gaillard (1919-1970), homme politique, possédait une résidence privée dans la commune.
- Paul Graziani (1925-2012), homme politique français né à Barbezieux.
- François Deguelt (1932-2014), auteur-compositeur-interprète français, élevé à Barbezieux.
- Anouk Aimée (1932), actrice élevée à Barbezieux.
- Christian Rullier (1957-2018), dramaturge né à Barbezieux.
- Corine Pelluchon (1967-), philosophe née à Barbezieux.
- Philippe Besson (1967-), écrivain né à Barbezieux.
- Arnaud Meunier (1973-), comédien et metteur en scène, passa son enfance à Barbezieux.
- Renaud Lavillenie (1986-), champion olympique de saut à la perche, recordman du monde, né à Barbezieux.
- Valentin Lavillenie (1991-), perchiste français né à Barbezieux.
- Antoine Eito (1988-), joueur de basket-ball français, né à Barbezieux.

Par ailleurs, dans la fiction, Barbezieux sert de retraite (au numéro « quarante-douze » de l'avenue de Belgique) aux détectives Black et White, dans l'épisode le Boudin sacré du feuilleton radiophonique loufoque Signé Furax avec, parmi les péripéties du début, un « serment du jus de pomme » prononcé près d'un vieux pressoir à cidre.

## Héraldique
| Blason | Blasonnement : D'or à un écusson d'azur en abîme. |

## Citations

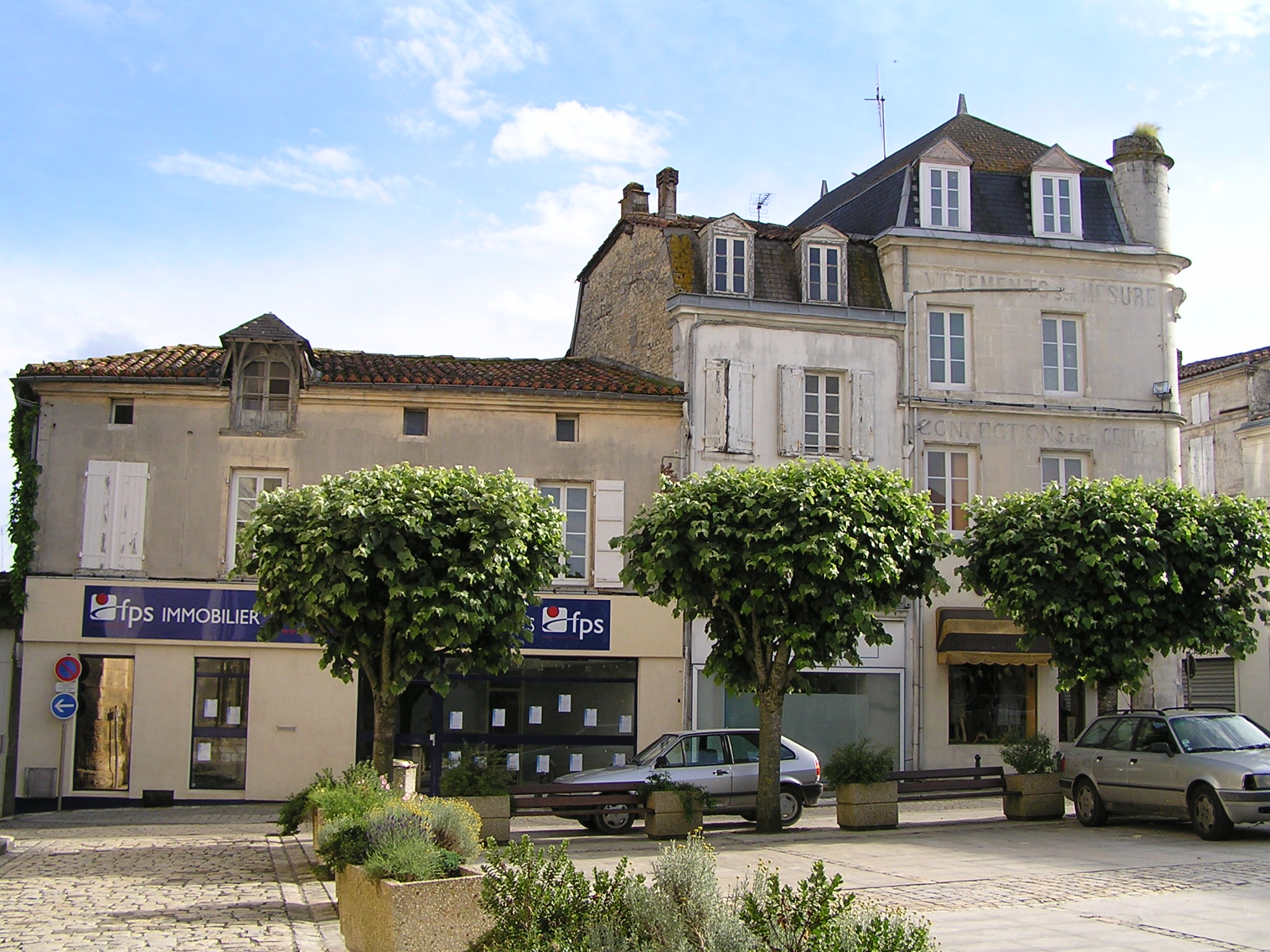
Place de l'Église.

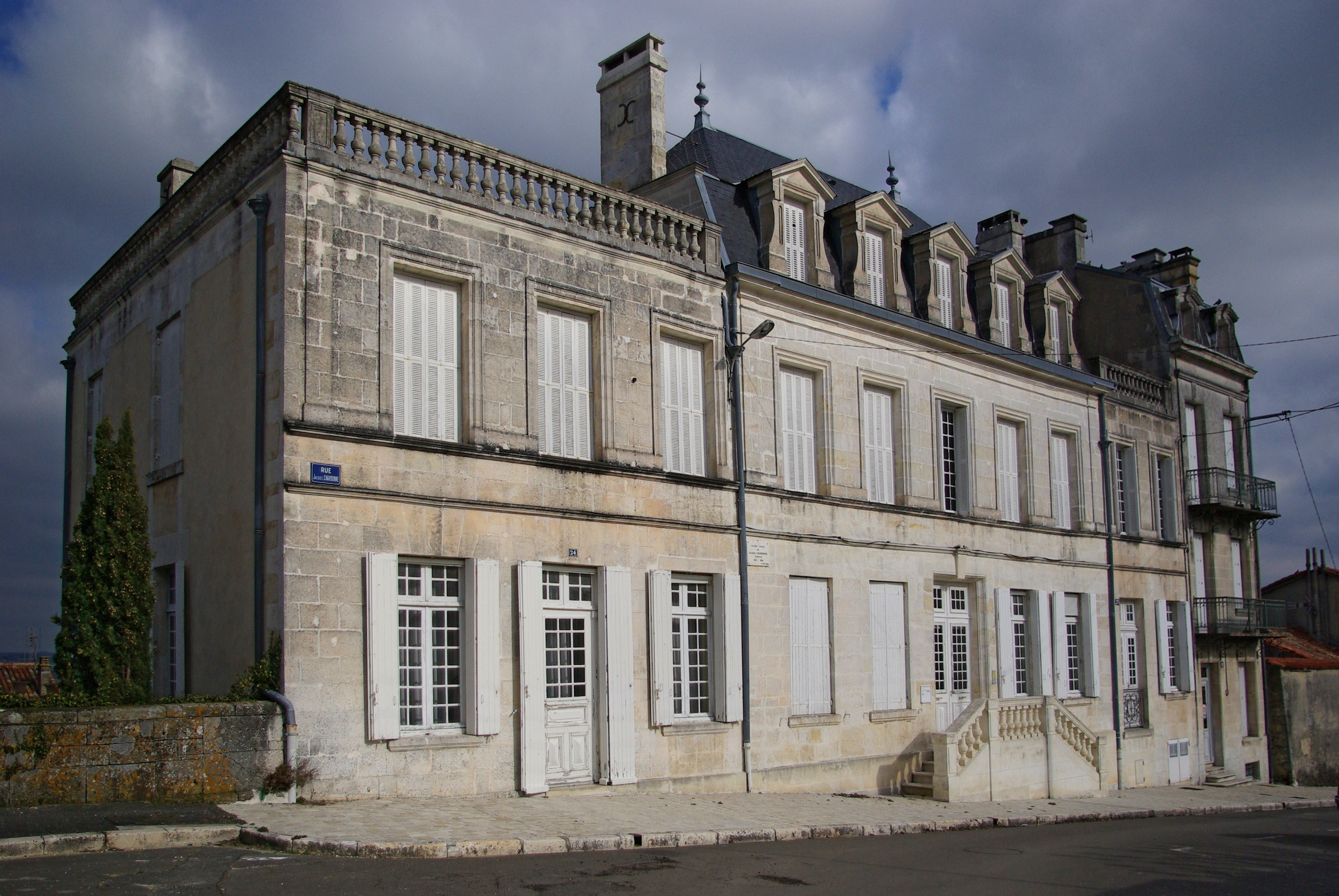
Maison natale de Jacques Chardonne.

« Je suis né dans une petite ville où j'ai vécu longtemps, mais j'ignorais que ce fût une petite ville, une de ces bourgades endormies, qui fait pitié au Parisien quand il les traverse en voiture. Elle me paraissait vaste, bien pourvue et très animée. »

— Jacques Chardonne, in Le Bonheur de Barbezieux.